# Until the End of Time (Justin Timberlake)
Until the End of Time è una canzone di Justin Timberlake. È il quinto singolo estratto dall'album FutureSex/LoveSounds.
Il brano è stato scritto da Timberlake, Tim Mosley, e Nate Hills ed è eseguito con la collaborazione della Benjamin Wright Orchestra.
All'interno dell'album è contenuto anche il "preludio" a questa canzone che si intitola Set the Mood. Esso è contenuto nella traccia precedente a quella di Until the End of Time. La traccia 9 è infatti Summer Love/Set the Mood (Prelude) mentre la 10 è Until the End of Time.
Nel settembre 2007 è uscita nelle radio statunitensi una nuova versione della canzone eseguita da Timberlake in duetto con Beyoncé Knowles. Questa nuova versione del brano è stata inserita nella Deluxe edition di FutureSex/LoveSounds uscita il 27 novembre 2007.

## Il singolo
Il singolo di Until the End of Time è stato pubblicato negli USA il 13 novembre 2007. Per il singolo è stata utilizzata la versione della canzone in duetto con Beyoncé.

## Il video
Il video della canzone è tratto dal concerto del FutureSex/LoveShow (il tour di Timberlake del 2007) tenuto al Medison Square Garden di New York il 16 agosto 2007. Timberlake canta da solo il brano seduto al piano davanti alla folla.

## Versioni e remix
- Original Solo Album Version (5:23)
- Duet with Beyoncé (5:24)
- Duet with Beyoncé Instrumental (5:06)
- Jason Nevins Extended Mix (7:20)
- Jason Nevins Mix-Show (5:43)
- Jason Nevins Dub (7:18)
- Johnny Vicious and DJ Escape Remix (8:36)
- Johnathan Peters Club Mix (8:51)
- Johnathan Peters Dub (8:50)
- Mike Rizzo Global Club Mix (7:31)
- Ralphi Rosario Big Dub (10:03)
- Ralphi Rosario Big Radio Edit (3:54)

## Classifiche
| Chart (2007)                         | Peak position |
| ------------------------------------ | ------------- |
| Euro Top 200 Chart                   | 230           |
| Slovenian Singles Chart              | 15            |
| Swedish Singles Chart                | 60            |
| U.S. Billboard Hot R&B/Hip-Hop Songs | 3             |
| U.S. Billboard Hot 100               | 17            |
| U.S. Billboard Pop 100               | 36            |
| Entertainmenthit Top 40              | 4             |